# تلمبه حاج سیدرضا موسوی
تلمبه حاج سیدرضا موسوی یک منطقهٔ مسکونی در ایران است که در دهستان بنارویه واقع شده‌است.